# Lüdert Dijkman
Lüdert Dijkman den äldre, född cirka 1646 i Hedemora socken, död 1717 i Hedemora socken, var en svensk tonsättare och domkyrkoorganist. Brodern Engelbrecht Dijkman blev adlad Mannerburg. 

## Biografi
Dijkman var son till organisten och stadsskrivaren Petter Engelbrektsson Dijkman och Anna Lüdertsdotter i Hedemora. 1669 blev han organist i Avesta kyrka. 1673 blev Dijkman tillförordnad domkyrkoorganist i Västerås domkyrkoförsamling. Han blev 1676 organist i Gävle. Från 1680-1684 var han domkyrkoorganist och musiklärare i Karlstad. Efter denna tjänst blev han organist i Maria Magdalena kyrka, Stockholm. 1689 blev han kantor och organist i Storkyrkan i Stockholm och stannade där till sin död 1717.
Hösten 1689 provade Dijkman orgeln i Karlstads domkyrka.

### Familj
- Dijkman gifte sig 6 augusti 1689 med Sabina Rutha. Till bröllopet författade Michael Zethrin (1660-tal−1731) en bröllopsvers ”Skull’ nu det ädla Apollos följe” till en melodi av Jean-Baptiste Lully. De fick följande barn tillsammans:
  - Petter, den yngre (23/11 1690−1742).
  - Anna Sabina (21/7 1695-)
  - Jonas (23/6 1698−26/3 1763).

## Verklista
- Lamentum eller En Sorge-Music (1685).  Till begravningen för Kungens söner Gustav och Ulrik.
  - I. Aria
  - II. Öde-Gudinnornas Swar
  - III. Aria
- O dies funesta luctu morte Magni squalida. Begravningsmusik till Magnus Gabriel De la Gardies begravning 1686. Text av Jakob Rönnqvist, Gävle.